# سامويل غارسيا سانشيز
سامويل غارسيا سانشيز (بالفرنسية: Samuel Garcia)‏ (2 أكتوبر 1975 بتاهيتي في فرنسا - ) هو لاعب كرة قدم فرنسي في مركز الدفاع. شارك مع منتخب تاهيتي لكرة القدم. أما مع النوادي، فقد لعب مع A.S. Vénus ‏ وإيه إس بيراي.

## وصلات خارجية
- سامويل غارسيا سانشيز على موقع الاتحاد الدولي (مؤرشف)  (الإنجليزية)
- سامويل غارسيا سانشيز على موقع قاعدة بيانات كرة القدم.إي يو (الإنجليزية)
- سامويل غارسيا سانشيز على موقع ناشيونال فوتبول تيمز (الإنجليزية)